# Дымка (приток Ика)
Дымка (в верховье — Малинов Дол) — река в Татарстане и Оренбургской области, левый приток реки Ик.

## География
Длина реки 85,7 км, площадь бассейна 1100 (по другим данным — 1150) км². Протекает по Бугульминско-Белебеевской возвышенности со значительными уменьшениями высот с 200—250 м до 90 м. Долина реки в верховье каньонообразная, глубокая и узкая, ниже река расширяется, превращаясь в резко асимметричную. Русло реки извилистое, не разветвлённое. В реку впадает 30 притоков, лишь 5 из которых имеют длину более 10 км.
Этимология гидронима, по одной из версий: из башкирского диалектного дим, зим, сюм — «омут, глубокое место в реке».

## Гидрология
Река маловодная. Питание смешанное, преимущественно снеговое (до 50 %). Годовой слой стока в бассейне достигает 152 мм, 75 мм из которых приходится на весеннее половодье. Летняя межень устойчивая и достигает 1,8 м³/с в устье. Модули подземного питания 1,0-10,0 л/с км².
Вода в реке гидрокарбонатно-сульфатно-кальциевая, жёсткостью от 6,0-9,0 мг-экв/л весной, до 9,0-12,0 мг-экв/л в межень. Минерализация достигает 400—1000 мг/л весной, в межень более 1000 мг/л. Мутность 430 мг/л.

## Притоки
- 18 км: Акбаш
- 21 км: Крым-Сараево
- 34 км: Зябейка
- 36 км: река без названия
- 45 км: Шайтанка
- 56 км: Сула

## Хозяйственное использование
- Река имеет большое хозяйственное значение для данного региона, является источником водоснабжения сельскохозяйственных предприятий.
- Постановлением Совет Министров Татарской Автономной Советской Социалистической Республики от 10 января 1978 г. № 25 и постановлением Кабинет Министров Республики Татарстан от 29 декабря 2005 г. № 644 признана памятником природы регионального значения.